# Franz Reuter (Politiker)

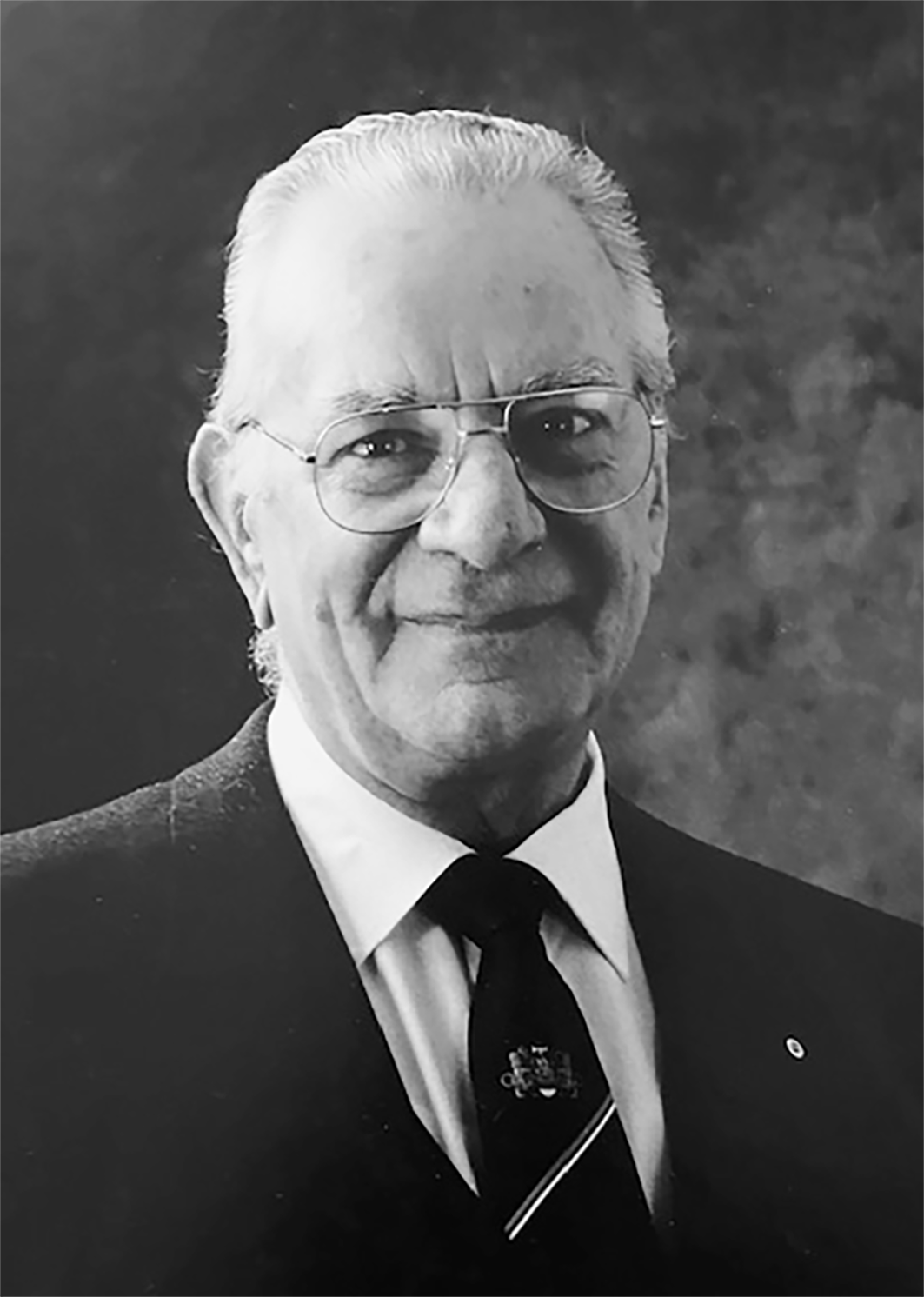
Franz Reuter

Franz Ferdinand Reuter (* 17. April 1919 in Gelsenkirchen; † 6. Februar 1989 in Münster) war ein deutscher Kommunalpolitiker (CDU). Er war von 1975 bis zu seinem Tode 1989 Bürgermeister der Stadt Münster und Träger des Bundesverdienstkreuzes 1. Klasse.

## Leben
Reuter war nach dem Zweiten Weltkrieg maßgeblich am Aufbau der Ärztekammer Westfalen-Lippe (ÄKWL) beteiligt und bis zu seiner Pensionierung im Jahre 1984 deren langjähriger kaufmännischer Direktor. Für seine Verdienste um die Standesorganisation der deutschen Ärzteschaft erhielt Franz Reuter 1974 das Ehrenzeichen der deutschen Ärzteschaft.
Franz Reuter war mit Hildegard Reuter, geborene Pietron, verheiratet. Aus der Ehe entstammen vier Kinder (Annemarie, Mechtild, Franz-Josef und Cornelia).

## Politik
Ehrenamtlich war Franz Reuter langjährig als Kommunalpolitiker der CDU tätig: Ab 1952 im Rat der seinerzeit selbständigen westfälischen Gemeinde Handorf, in der Zeit von 1969 bis 1974 als deren Bürgermeister, nach der kommunalen Neugliederung in Nordrhein-Westfalen wurde er dann ab 1975 Mitglied des Rates der Stadt Münster und in drei aufeinander folgenden Wahlperioden zum Bürgermeister der Stadt Münster gewählt. Dieses Amt hatte er bis zu seinem plötzlichen Tod Anfang Februar 1989 inne.
Franz Reuter war maßgeblicher Betreiber der Städtepartnerschaft zwischen Münster und der israelischen Stadt Rishon LeZion. Für das dortige Hospital sammelte er über seine Netzwerke und Kontakte namhafte Spendengelder. Eine eigene Gedenkplakette, die im Eingangsbereich des Hospitals angebracht ist, erinnert an den Förderer Franz Reuter.
Neben zahlreichen Ehrenämtern war Franz Reuter auch Vorsitzender des Aufsichtsrats der Halle Münsterland GmbH.

## Ehrungen
Für seine Verdienste erhielt Franz Reuter am 5. Juli 1984 das Bundesverdienstkreuz 1. Klasse. 1974 erhielt er das Ehrenzeichen der deutschen Ärzteschaft. Die Bezirksvertretung Münster-Ost benannte 2006 nach ihm den Franz-Reuter-Weg in Handorf-Dorbaum.